# Freistadt (district)
Het politieke district Bezirk Freistadt in de Oostenrijkse deelstaat Opper-Oostenrijk ligt in het noorden van het land, ten noordoosten van de stad Linz. Het district heeft ongeveer 30.000 inwoners. Het bestaat uit een aantal steden en gemeenten, die hieronder zijn opgesomd.

## Onderverdeling

### Steden
1. Freistadt

### Gemeenten
1. Grünbach
2. Gutau
3. Hagenberg im Mühlkreis
4. Hirschbach im Mühlkreis
5. Kaltenberg
6. Kefermarkt
7. Königswiesen
8. Lasberg
9. Leopoldschlag
10. Liebenau
11. Neumarkt im Mühlkreis
12. Pierbach
13. Pregarten
14. Rainbach im Mühlkreis
15. Sandl
16. Schönau im Mühlkreis
17. Sankt Leonhard bei Freistadt
18. Sankt Oswald bei Freistadt
19. Tragwein
20. Unterweißenbach
21. Unterweitersdorf
22. Waldburg
23. Wartberg ob der Aist
24. Weitersfelden
25. Windhaag bei Freistadt